# Снежана Русева-Хойер
Снежана Русева-Хойер (родена на 10 януари 1953 г.) е български гравьор и медалиер. Заедно със съпруга си Хайнц Хойер са автори на дизайна на немските евро монети от 1 евро и 2 евро. Тези монети са най-често използваните монети за повече от 300 милиона жители на еврозоната.

## Биография
Снежана Русева е родена в село Крушари, България. През 1976 г. се омъжва за скулптора Хайнц Хойер, който завършва обучението си в същата академия през 1975 г. Понастоящем живее в Берлин, Германия.

## Образование
Снежана Русева-Хойер получава средното си образование в училище по изкуства в София. Учи от 1972 до 1977 г. графика с аспирантура в Kunsthochschule Berlin-Weißensee (Художествена академия „Вайсензе“ – Берлин). Работи на свободна практика от 1985 г. Изпълнява няколко дизайна на германски марки, особено за серии с дворци и замъци в ГДР.

## Творчество
Снежана Русева-Хойер работи заедно със съпруга си Хайнц Хойер в дизайна на много ГДР пощенски марки и монети. След Обединението на Германия през 1990 г. семейството създава монети и медали за Федерална република Германия с голям успех.
Следва непълен списък с творби.

### Пощенски марки
Възпоменателни пощенски марки от ГДР, 1984 г., дело на Снежана и Хайнц Хойер:

### Монети
Снежана и Хайнц са автори на спечелилия проект за немските 1 и 2 евро, като тяхно дело е изображението на орела.
Снежана и Хайнц изработват дизайна на възпоменателни монети, сечени от 1983 до 1990 г. във VEB Münze der DDR – Берлин:
- 20 марки 1983 г., 100 години от смъртта на Карл Маркс
- 10 марки 1984 г., 100 години от смъртта на Алфред Брем
- 5 марки 1985 г., 225 години от смъртта на Каролайн Нойбер
- 20 марки 1985 г., 125 години от смъртта на Мориц Арнд
- 20 марки 1986 г., 200 години от рождението на Братя Грим
- 10 марки 1986 г., 100 години от рождението на Ернст Телман
- 5 марки 1986 г., 175 години от смъртта на Хайнрих фон Клайст
- 5 марки 1987 г., 750 години Берлин – Червеното кметство
- 20 марки 1988 г., 100 години от смъртта на Карл Цайс
- 10 марки 1988 г., 40 години Германски спортен комитет
- 5 марки 1988 г., 50 години от смъртта на Ернст Барлах (участие на графика Й. Рийс)
- 5 марки 1990 г., 275 години от смъртта на Андреас Шлутер
- 10 марки 1990 г., 175 години от смъртта на Йохан Готлиб Фихте

Снежана Русева-Хойер е (съ)автор и на редица др. монети, сред които са:
- 10 марки 1998, 300 години Фондация Франкеше Хале
- 10 евро 2004 г., Баухаус Десау
- 10 евро 2005 г., Алберт Айнщайн – 100 години теория на относителността
- 10 евро 2005 г., 1200 години Магдебург
- 100 евро 2006, Световно първенство по футбол
- 10 евро 2006 г., 800 години Дрезден
- 10 евро, 2010 г., 175 години Железопътна линия в Германия[9]
- 100 евро 2012 г., Катедралата в Аахен

- 2 евро, замъкът Шверин, 2007 г.

Всяка година от 2006 г. насам федералната провинция, която председателства Бундесрата, издава възпоменателна монета от 2 евро. С дизайн на Снежана Русева-Хойер са:
- 2006 г.: Holstentor Lübeck (за Шлезвиг-Холщайн)
- 2007 г.: Замъкът Шверин (за Мекленбург-Западна Померания)
- 2011 г.: Кьолнската катедрала (за Северен Рейн-Вестфалия)
- 2015 г.: Paulskirche Франкфурт (за Хесен).

### Медали
- 2009 г.: Прощален медал за Волфганг Стегувайт, управител на Музей Боде.[10]
- 2011 г.: Възпоменателният градски медал на Gotha „Gotha adelt“, дело на Снежана Русева-Хойер (графичен дизайн) и Хайнц Хойер (пластмасов модел) е победител в конкурс за медали през 2011 г.[11]

## Колекции
- Британски музей[12]
- Мюнцкабинет, Берлин
- Йенски университет[13]

## Вижте още
- Пощенски марки на Хайнц Хойер и/или Снежана Русева-Хойер